# Sinagoga grande di Copenaghen
La sinagoga grande di Copenaghen, costruita tra il 1830 e il 1833, è la più grande e importante sinagoga di Copenaghen e dell'intera Danimarca.

## Storia

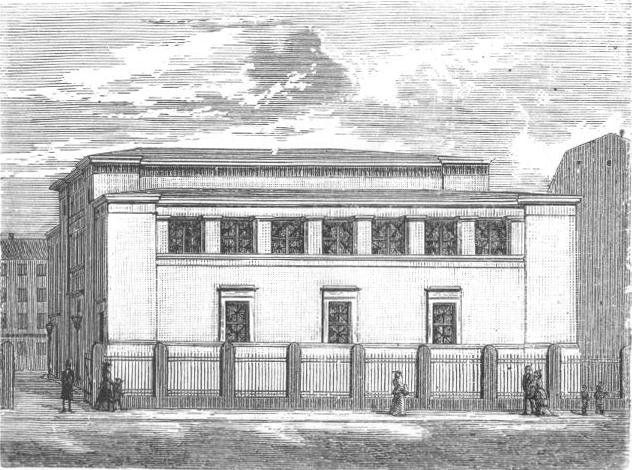
Disegno dell'esterno

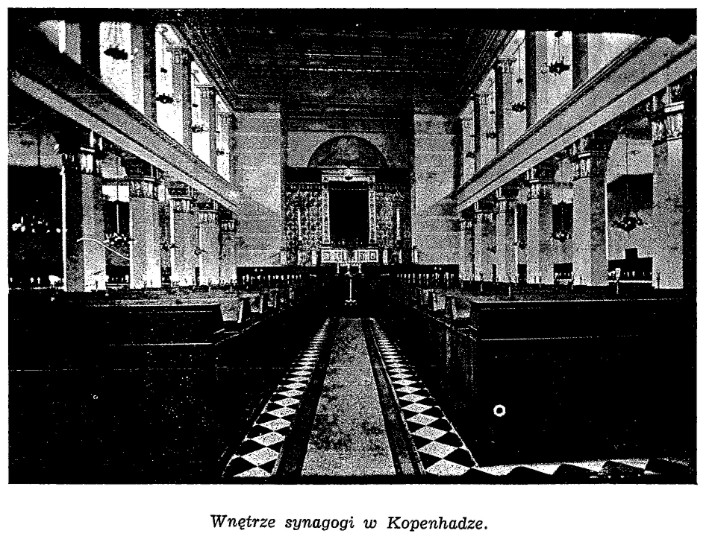
Veduta interna (prima del restauro)

Agli inizi dell'Ottocento la comunità ebraica danese era in piena espansione. Nel 1814 gli ebrei danesi avevano ricevuto uguaglianza di diritti e nel 1849 sarebbe arrivata la piena cittadinanza. È in questo clima nel 1830-1833 fu costruita la sinagoga grande di Copenaghen, la prima sinagoga monumentale della Danimarca.
Il progetto fu affidato al noto architetto danese Gustav Friederich Hetsch (1788-1864). In assenza di modelli ovvi di riferimento (non vi erano allora molte sinagoghe monumentali in Europa e la moda delle sinagoghe neomoresche si sarebbe sviluppata solo nei decenni successivi), Hetsch si trovò ad affrontare il problema di come costruire un edificio che fosse funzionale al culto ebraico ma che reggesse il confronto con l'architettura delle chiese cristiane e al tempo stesso se ne distinguesse. Il neoclassicismo era lo stile predominate dell'epoca ed era già ampiamente diffuso nell'architettura delle sinagoghe di ghetto, ma non era sufficiente. Così Hetsch decise di contaminare lo stile neoclassico con elementi che gli erano suggeriti dalla nuova moda dell'orientalismo. Se l'esterno è di grandissima semplicità, quasi che la sinagoga avesse ancora paura a rivelarsi pubblicamente, lo sfarzoso interno neoclassico, a pianta basilicale con soffitto a cassettoni, utilizza elementi architettonici neoegizi nella forma delle finestre e delle porte, nelle colonne, nel soffitto e nel cornicione sopra la Aron Kodesh. La soluzione neoegizia di Hetsch non avrà molti imitatori ma il successo dello stile neomoresco si fonderà sulla stessa intuizione di un ricorso all'esotismo orientaleggiante come affermazione identitaria.
La cerimonia di inaugurazione avvenne il 12 aprile 1833. La sinagoga, con una capienza di 650 posti a sedere, per oltre un secolo servì alle necessità della comunità locale.
Durante la seconda guerra mondiale la solidarietà del popolo e delle autorità danesi si frapporrà con successo alle distruzioni dell'Olocausto. La maggior parte degli ebrei danesi fu posta in salvo nella neutrale Svezia attraverso un'operazione clandestina di salvataggio. Anche i beni degli ebrei furono nascosti, inclusi i rotoli della Torah della sinagoga che furono trasferiti nella vicina chiesa della Santissima Trinità per essere restituiti dopo la guerra. Un memoriale agli ebrei danesi che perirono nell'Olocausto è oggi visibile all'interno della sinagoga.
Nel dopoguerra la vita degli ebrei danesi è tornata alla normalità e così la sinagoga, una normalità che è stata interrotta solo il 22 luglio 1985 da un attacco terroristico che causò un morto e 20 persone feriti alla sinagoga. Un'iscrizione ebraica sopra l'ingresso ancora accoglie gli ebrei di Copenaghen e i numerosi visitatori: "Benvenuti nel nome di Dio".